# Dicranomyia hawaiiensis
Dicranomyia hawaiiensis là một loài ruồi trong họ Limoniidae. Chúng phân bố ở miền Australasia.